# المدان (عمران)

تعديل مصدري - تعديل

المدان هي مدينة ومركز مديرية المدان بمحافظة عمران اليمنية، بلغ تعداد سكانها 2838 نسمة حسب الإحصاء الذي أجري عام 2004.